# Parque do Bom Menino

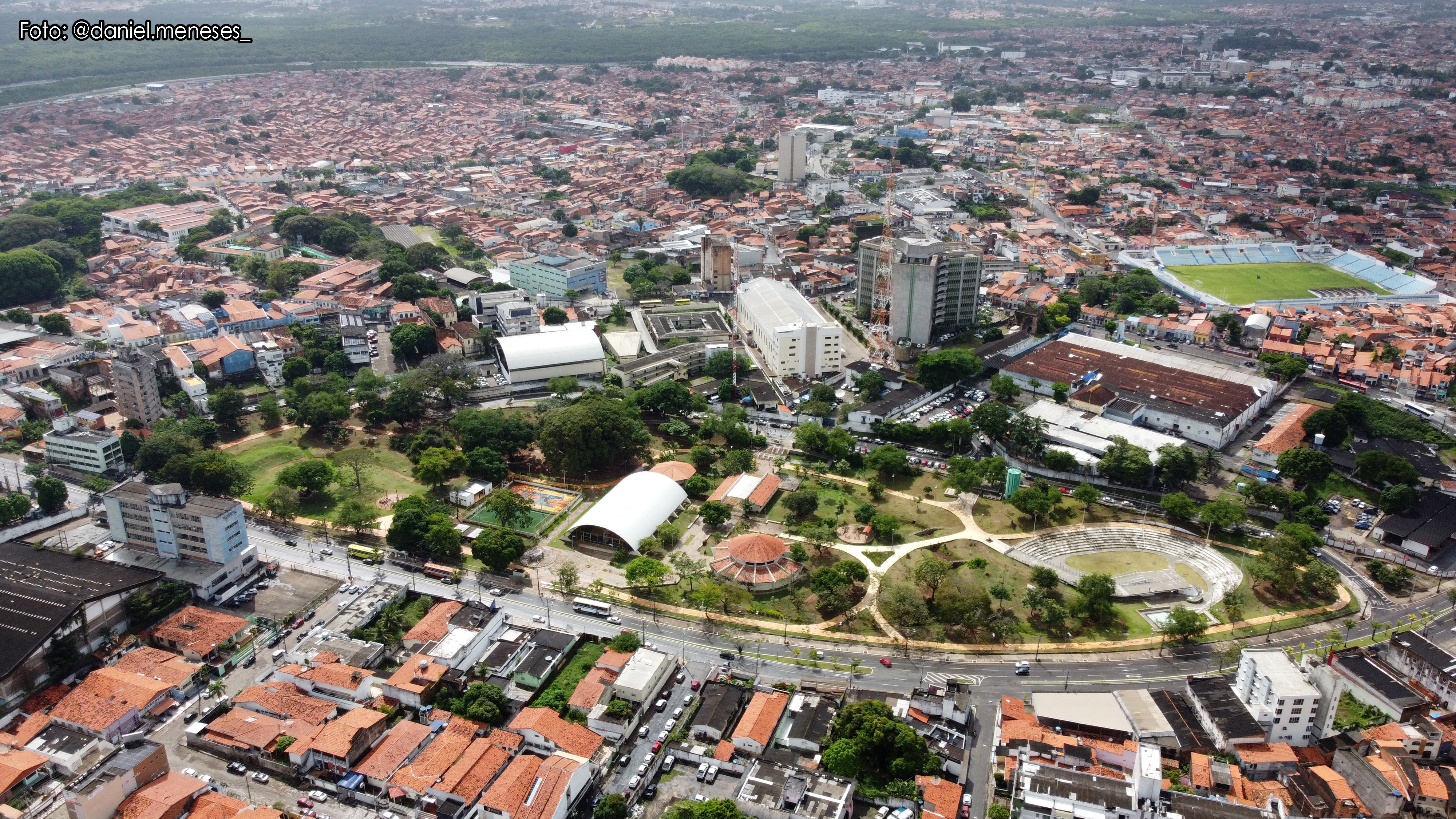

O Parque do Bom Menino  localizado no centro da cidade de São Luís é uma unidade de conservação criada pelo decreto municipal n° 43.825, de 24 de abril de 2013 (embora tenha sido inaugurado em 1969), com área de 9.557 m², com trilhas e muitas árvores. 
Na área, há espaço para caminhadas, pontos para alongamentos e aparelhos de musculação, pistas longas e largas facilitam os treinos de ciclistas. O ginásio poliesportivo é destinado para treinos e campeonatos de futsal e serve também para a realização de eventos.
Reformado em 2012, a estrutura foi ampliada, com o reforço da segurança do parque. Guaritas nas duas entradas da área, ronda a pé e motorizada feitas por guardas municipais, ajudam a manter a segurança de quem frequenta o local. Os portões do parque ficam abertos das 5h às 23h durante toda a semana.
O objetivo da criação do parque foi a promoção de que as áreas verdes fossem preservadas, aumentando, deste modo, a diversidade de espécies da fauna e flora ludovicense, bem como ampliação de espaços recreativos na capital.
De acordo com o Plano de Manejo, aprovado em 2018, deve haver a criação de corredores ambientais que liguem os parques do Bom Menino e do Diamante, através do plantio de árvores regionais que atraiam determinadas espécies de pássaros, para a prática de birdwatching (observação de aves). No mesmo ano, foram plantados ipês e diversas de árvores no parque.
Outros benefícios da unidade de conservação são: a diminuição de temperatura na capital, contenção de erosões, ampliação do território para lazer e recreação, manutenção da qualidade do ar, além de potencializar visitas públicas nos parques.
Em 2019, foi anunciada uma nova reforma do parque, com construção de uma pista de skate, reforma das quadras de esporte e das academias de ginástica e outras intervenções, como pavimentação do entorno do parque, apesar de críticas quanto a supressão de áreas verdes e descaracterização do parque.